# كيم جون
كيم جون هو مغني وعارض وممثل كوري جنوبي، ولد في 3 فبراير 1984 بغواتشيون في كوريا الجنوبية.

## أعمال

### مسلسلات
- فتيان قبل الزهور

## وصلات خارجية
- كيم جون على موقع IMDb (الإنجليزية)
- كيم جون على موقع قاعدة بيانات الفيلم (الإنجليزية)